# Amichai Chikli
Amichai Chikli (en hébreu : עמיחי שיקלי), né à Jérusalem le 12 septembre 1981, est un homme politique israélien. Membre du Likoud, il est ministre des Affaires de la Diaspora du gouvernement Netanyahou depuis 2022.

## Biographie
Amichai Chikli grandit dans le kibboutz Hanaton, dans le nord d’Israël. Son père est un rabbin influent dans le mouvement massorti, un courant du judaïsme qui se veut moins strict sur le respect de la tradition juive que les orthodoxes. Ses parents sont tous deux originaires de France.
Après ses trois ans de service militaire il s'engage cinq ans dans l’armée israélienne. Il étudie ensuite à l’université de Tel-Aviv, puis fonde l’académie prémilitaire Tavor, qui prépare les jeunes Israéliens à la vie militaire et civile.

### Carrière politique
Il rejoint en 2019 le parti Yamina de Naftali Bennett, une formation ultra-colonialiste qui avait pour ambition de dépasser le Likoud sur sa droite. Naftali Bennett devient premier ministre en juin 2021 en formant une coalition hétéroclite composée de partis de droite comme de gauche, ce qui pousse Amichai Chikli, alors député, à rompre avec le parti et à jouer un rôle-clé dans la chute de la coalition. Il passe au Likoud de Benyamin Netanyahou et reçoit le portefeuille des affaires de la diaspora et de la lutte contre l’antisémitisme dans le nouveau gouvernement. Il travaille notamment à rapprocher des partis politiques d’extrême droite dans le monde du gouvernement israélien, ce qui crée la controverse en Israël en raison de sa collaboration avec des formations traditionnellement antisémites.

#### Positionnement politique
Amichai Chikli appartient au courant d’extrême droite du Likoud. En janvier 2024, il participe à une conférence à Jérusalem appelant à un nettoyage ethnique à Gaza et à la recolonisation de l’enclave. En septembre 2024, il affirme que le Liban ne correspond pas à un État et qu’Israël a le droit d'envahir ce pays. 